# Lední hokej na Zimních olympijských hrách 2018 – soupiska muži
Mužského turnaje v ledním hokeji na Zimních olympijských hrách 2018 se zúčastnilo celkem 12 národních celků.

## Soupiska týmu olympijských sportovců z Ruska
- Na eliteprospects zde
- Hlavní trenér: Oļegs Znaroks
- Asistenti: Harijs Vītoliņš, Igor Nikitin, Ilja Vorobjov

| Brankáři | Vasilij Košečkin    | Metallurg Magnitogorsk |
|          | Igor Šesťorkin      | SKA Petrohrad          |
|          | Ilja Sorokin        | CSKA Moskva            |
| Obránci  | Vladislav Gavrikov  | SKA Petrohrad          |
|          | Dinar Chafizullin   | SKA Petrohrad          |
|          | Bogdan Kiselevič    | CSKA Moskva            |
|          | Alexej Marčenko     | CSKA Moskva            |
|          | Nikita Něstěrov     | CSKA Moskva            |
|          | Vjačeslav Vojnov    | SKA Petrohrad          |
|          | Arťjom Zub          | SKA Petrohrad          |
|          | Andrej Zubarev      | SKA Petrohrad          |
| Útočníci | Pavel Dacjuk –      | SKA Petrohrad          |
|          | Michail Grigorenko  | CSKA Moskva            |
|          | Nikita Gusev        | SKA Petrohrad          |
|          | Kirill Kaprizov     | CSKA Moskva            |
|          | Ilja Kovalčuk – A   | SKA Petrohrad          |
|          | Sergej Mozjakin     | Metallurg Magnitogorsk |
|          | Nikolaj Prochorkin  | SKA Petrohrad          |
|          | Vadim Šipačov       | SKA Petrohrad          |
|          | Sergej Širokov      | SKA Petrohrad          |
|          | Ivan Telegin        | CSKA Moskva            |
|          | Sergej Andronov – A | CSKA Moskva            |
|          | Alexandr Barabanov  | SKA Petrohrad          |
|          | Ilja Kablukov       | SKA Petrohrad          |
|          | Sergej Kalinin      | SKA Petrohrad          |

## Soupiska německého týmu
- Na eliteprospects zde
- Hlavní trenér: Marco Sturm
- Asistenti: Christian Künast

| Brankáři | Danny aus den Birken  | EHC Red Bull München |
|          | Dennis Endras         | Adler Mannheim       |
|          | Timo Pielmeier        | ERC Ingolstadt       |
| Obránci  | Sinan Akdağ           | Adler Mannheim       |
|          | Daryl Boyle           | EHC Red Bull München |
|          | Christian Ehrhoff – A | Kölner Haie          |
|          | Yannic Seidenberg     | EHC Red Bull München |
|          | Björn Krupp           | Grizzlys Wolfsburg   |
|          | Jonas Müller          | Eisbären Berlín      |
|          | Frank Hördler         | Eisbären Berlín      |
|          | Moritz Müller         | Kölner Haie          |
| Útočníci | Brooks Macek          | EHC Red Bull München |
|          | Marcus Kink – A       | Adler Mannheim       |
|          | Matthias Plachta      | Adler Mannheim       |
|          | Frank Mauer           | EHC Red Bull München |
|          | Patrick Reimer        | Nürnberg Ice Tigers  |
|          | Yasin Ehliz           | Nürnberg Ice Tigers  |
|          | Gerrit Fauser         | Grizzlys Wolfsburg   |
|          | Patrick Hager – A     | EHC Red Bull München |
|          | Felix Schütz          | Kölner Haie          |
|          | Marcel Goc –          | Adler Mannheim       |
|          | Dominik Kahun         | EHC Red Bull München |
|          | Leonhard Pföderl      | Nürnberg Ice Tigers  |
|          | David Wolf            | Adler Mannheim       |
|          | Marcel Noebels        | Eisbären Berlín      |

## Soupiska kanadského týmu
- Na eliteprospects zde
- Trenéři Dave King, Scott Walker, Craig Woodcroft
- Asistenti: Willie Desjardins

| Brankáři | Justin Peters       | Kölner Haie                          |
|          | Kevin Poulin        | KHL Medveščak (EBEL)                 |
|          | Ben Scrivens        | Salavat Julajev Ufa                  |
| Obránci  | Stefan Elliott      | HV71                                 |
|          | Chay Genoway        | HK Lada Toljatti                     |
|          | Cody Goloubef       | Stockton Heat (AHL)                  |
|          | Marc-André Gragnani | HK Dinamo Minsk                      |
|          | Chris Lee           | Metallurg Magnitogorsk               |
|          | Maxim Noreau        | SC Bern                              |
|          | Mat Robinson        | CSKA Moskva                          |
|          | Karl Stollery       | Dinamo Riga                          |
| Útočníci | Rene Bourque        | Djurgårdens IF Hockey                |
|          | Gilbert Brulé       | HC Rudá hvězda Kunlun                |
|          | Andrew Ebbett       | SC Bern                              |
|          | Quinton Howden      | HK Dinamo Minsk                      |
|          | Chris Kelly –       | Belleville Senators (AHL)            |
|          | Rob Klinkhammer     | Ak Bars Kazaň                        |
|          | Brandon Kozun       | Lokomotiv Jaroslavl                  |
|          | Maxim Lapierre      | HC Lugano                            |
|          | Eric O'Dell         | HK Soči                              |
|          | Mason Raymond       | SC Bern                              |
|          | Derek Roy           | Linköpings HC                        |
|          | Christian Thomas    | Wilkes-Barre/Scranton Penguins (AHL) |
|          | Linden Vey          | Barys Astana                         |
|          | Wojtek Wolski       | Metallurg Magnitogorsk               |

## Soupiska českého týmu
- Na eliteprospects zde
- Hlavní trenér: Josef Jandač.
- Asistenti: Jiří Kalous, Václav Prospal a Jaroslav Špaček.

| Brankáři | Pavel Francouz  | Traktor Čeljabinsk        |
|          | Dominik Furch   | Avangard Omsk             |
|          | Patrik Bartošák | HC Vítkovice Ridera       |
| Obránci  | Ondřej Němec    | HC Kometa Brno            |
|          | Jakub Nakládal  | Lokomotiv Jaroslavl       |
|          | Tomáš Kundrátek | Torpedo Nižnij Novgorod   |
|          | Vojtěch Mozík   | HK Viťaz Moskevská oblast |
|          | Jan Kolář       | Amur Chabarovsk           |
|          | Michal Jordán   | Amur Chabarovsk           |
|          | Ondřej Vitásek  | HK Jugra Chanty-Mansijsk  |
|          | Adam Polášek    | HK Soči                   |
| Útočníci | Martin Erat –   | HC Kometa Brno            |
|          | Jan Kovář       | Metallurg Magnitogorsk    |
|          | Roman Červenka  | Fribourg-Gottéron         |
|          | Michal Birner   | Fribourg-Gottéron         |
|          | Michal Řepík    | HC Sparta Praha           |
|          | Lukáš Radil     | HK Spartak Moskva         |
|          | Jiří Sekáč      | Ak Bars Kazaň             |
|          | Tomáš Zohorna   | Amur Chabarovsk           |
|          | Roman Horák     | HK Viťaz Moskevská oblast |
|          | Dominik Kubalík | HC Ambrì-Piotta           |
|          | Martin Růžička  | HC Oceláři Třinec         |
|          | Tomáš Mertl     | HC Škoda Plzeň            |
|          | Michal Vondrka  | Piráti Chomutov           |
|          | Petr Koukal     | Mountfield HK             |

## Soupiska švédského týmu
- Na eliteprospects zde
- Hlavní trenér: Rikard Grönborg
- Asistenti: Johan Andersson, Johan Garpenlev, Peter Popovič

| Brankáři | Jhonas Enroth       | HK Dinamo Minsk            |
|          | Viktor Fasth        | Växjö Lakers HC            |
|          | Magnus Hellberg     | HC Rudá hvězda Kunlun      |
| Obránci  | Staffan Kronwall    | Lokomotiv Jaroslavl        |
|          | Mikael Wikstrand    | Färjestad BK               |
|          | Patrik Hersley      | SKA Petrohrad              |
|          | Johan Fransson      | Ženeva-Servette HC         |
|          | Simon Bertilsson    | Brynäs IF                  |
|          | Rasmus Dahlin       | Frölunda HC                |
|          | Erik Gustafsson     | CHK Neftěchimik Nižněkamsk |
|          | Jonas Ahnelöv       | Avangard Omsk              |
| Útočníci | Joakim Lindström    | Skellefteå AIK             |
|          | Fredrik Pettersson  | ZSC Lions                  |
|          | Pär Lindholm        | Skellefteå AIK             |
|          | Dennis Everberg     | Avangard Omsk              |
|          | Joel Lundqvist –    | Frölunda HC                |
|          | Alexander Bergström | HK Sibir Novosibirsk       |
|          | Viktor Stålberg     | EV Zug                     |
|          | Dick Axelsson       | Färjestad BK               |
|          | Oscar Möller        | Skellefteå AIK             |
|          | Carl Klingberg      | EV Zug                     |
|          | Anton Lander        | Ak Bars Kazaň              |
|          | Linus Omark         | Salavat Julajev Ufa        |
|          | John Norman         | Jokerit                    |
|          | Patrik Zackrisson   | HK Sibir Novosibirsk       |

## Soupiska finského týmu
- Na eliteprospects zde
- Hlavní trenér: Lauri Marjamäki
- Asistenti: Mikko Manner, Jussi Tapola

| Brankáři | Mikko Koskinen        | SKA Petrohrad            |
|          | Juha Metsola          | Amur Chabarovsk          |
|          | Karri Rämö            | Jokerit                  |
| Obránci  | Miro Heiskanen        | HIFK Hockey              |
|          | Juuso Hietanen        | HK Dynamo Moskva         |
|          | Atte Ohtamaa          | Ak Bars Kazaň            |
|          | Tommi Kivistö         | Jokerit                  |
|          | Miika Koivisto        | Oulun Kärpät             |
|          | Lasse Kukkonen –      | Oulun Kärpät             |
|          | Mikko Lehtonen        | Tappara                  |
|          | Sami Lepistö – A      | Jokerit                  |
| Útočníci | Marko Anttila         | Jokerit                  |
|          | Jonas Enlund          | HK Sibir Novosibirsk     |
|          | Teemu Hartikainen     | Salavat Julajev Ufa      |
|          | Julius Junttila       | Oulun Kärpät             |
|          | Joonas Kemppainen     | Salavat Julajev Ufa      |
|          | Petri Kontiola – A    | Lokomotiv Jaroslavl      |
|          | Jarno Koskiranta      | SKA Petrohrad            |
|          | Jani Lajunen          | HC Lugano                |
|          | Sakari Manninen       | Örebro HK                |
|          | Oskar Osala           | Metallurg Magnitogorsk   |
|          | Jukka Peltola         | Tappara                  |
|          | Mika Pyörälä          | SC Bern                  |
|          | Veli-Matti Savinainen | HK Jugra Chanty-Mansijsk |
|          | Eeli Tolvanen         | Jokerit                  |

## Soupiska amerického týmu
- Na eliteprospects zde
- Hlavní trenér: Tony Granato.
- Asistenti trenéra: Keith Allain, Chris Chelios, Ron Rolston a Scott Young

| Brankáři | Ryan Zapolski     | Jokerit                           |
|          | Brandon Maxwell   | BK Mladá Boleslav                 |
|          | David Leggio      | EHC Red Bull München              |
| Obránci  | Chad Billins      | Linköpings HC                     |
|          | Jonathon Blum     | Admiral Vladivostok               |
|          | Will Borgen       | St. Cloud State University (NCAA) |
|          | Matt Gilroy       | Jokerit                           |
|          | Ryan Gunderson    | Brynäs IF                         |
|          | Bobby Sanguinetti | HC Lugano                         |
|          | Noah Welch        | Växjö Lakers HC                   |
|          | James Wisniewski  | Kassel Huskies                    |
| Útočníci | Mark Arcobello    | SC Bern                           |
|          | Chris Bourque     | Hershey Bears (AHL)               |
|          | Bobby Butler      | Milwaukee Admirals (AHL)          |
|          | Ryan Donato       | Harvardova univerzita (NCAA)      |
|          | Brian Gionta –    | (bez angažmá)                     |
|          | Jordan Greenway   | Bostonská univerzita (NCAA)       |
|          | Chad Kolarik      | Adler Mannheim                    |
|          | Broc Little       | HC Davos                          |
|          | John McCarthy     | San Jose Barracuda (AHL)          |
|          | Brian O'Neill     | Jokerit                           |
|          | Garrett Roe       | EV Zug                            |
|          | Jim Slater        | Fribourg-Gottéron                 |
|          | Ryan Stoa         | HK Spartak Moskva                 |
|          | Troy Terry        | Denverská univerzita (NCAA)       |

## Soupiska norského týmu
- Na eliteprospects zde
- Hlavní trenér: Petter Thoresen
- Asistenti: Sjur Robert Nilsen

| Brankáři | Lars Haugen            | Färjestad BK              |
|          | Henrik Haukeland       | Timrå IK                  |
|          | Henrik Holm            | Stavanger Oilers          |
| Obránci  | Alexander Bonsaksen    | Iserlohn Roosters         |
|          | Stefan Espeland        | EC KAC (EBEL)             |
|          | Jonas Holøs –          | Fribourg-Gottéron         |
|          | Johannes Johannesen    | Stavanger Oilers          |
|          | Erlend Lesund          | Mora IK                   |
|          | Mattias Nørstebø       | Frölunda HC               |
|          | Henrik Ødegaard        | IK Frisk Asker            |
|          | Daniel Sørvik          | HC Verva Litvínov         |
| Útočníci | Anders Bastiansen      | IK Frisk Asker            |
|          | Kristian Forsberg      | Stavanger Oilers          |
|          | Ludvig Hoff            | Univerzita Severní Dakoty |
|          | Tommy Kristiansen      | Sparta Warriors           |
|          | Ken André Olimb        | Linköpings HC             |
|          | Mathis Olimb           | Linköpings HC             |
|          | Aleksander Reichenberg | HC Sparta Praha           |
|          | Niklas Roest           | Sparta Warriors           |
|          | Mats Rosseli Olsen     | Frölunda HC               |
|          | Martin Røymark         | MODO Hockey               |
|          | Eirik Salsten          | Stavanger Oilers          |
|          | Patrick Thoresen       | SKA Petrohrad             |
|          | Steffen Thoresen       | Storhamar Hockey          |
|          | Mathias Trettenes      | Krefeld Pinguine          |

## Soupiska slovinského týmu
- Na eliteprospects zde
- Hlavní trenér: Kari Savolainen
- Asistenti:

| Brankáři | Luka Gračnar        | EC Red Bull Salzburg (EBEL)      |
|          | Gašper Krošelj      | Rødovre Mighty Bulls             |
|          | Matija Pintarič     | Rouen Hockey Élite 76            |
| Obránci  | Sabahudin Kovačevič | HC Energie Karlovy Vary          |
|          | Matic Podlipnik     | HC Energie Karlovy Vary          |
|          | Blaž Gregorc        | Mountfield HK                    |
|          | Aleš Kranjc         | Crimmitschau                     |
|          | Žiga Pavlin         | ČEZ Motor České Budějovice       |
|          | Jurij Repe          | Rytíři Kladno                    |
|          | Mitja Robar         | EC KAC (EBEL)                    |
|          | Luka Vidmar         | Alba Volán Székesfehérvár (EBEL) |
| Útočníci | Boštjan Goličič     | Brûleurs de Loups de Grenoble    |
|          | David Rodman        | Brûleurs de Loups de Grenoble    |
|          | Andrej Hebar        | HDD Olimpija Ljubljana           |
|          | Žiga Jeglič         | CHK Neftěchimik Nižněkamsk       |
|          | Anže Kuralt         | Gothiques d'Amiens               |
|          | Jan Muršak –        | Frölunda HC                      |
|          | Aleš Mušič          | Alba Volán Székesfehérvár (EBEL) |
|          | Ken Ograjenšek      | Graz 99ers (EBEL)                |
|          | Žiga Pance          | Dornbirner EC (EBEL)             |
|          | Marcel Rodman       | Tölz                             |
|          | Robert Sabolič      | Torpedo Nižnij Novgorod          |
|          | Rok Tičar           | HK Sibir Novosibirsk             |
|          | Jan Urbas           | Bremerhaven                      |
|          | Miha Verlič         | EC VSV (EBEL)                    |

## Soupiska švýcarského týmu
- Na eliteprospects zde
- Hlavní trenér: Patrick Fischer
- Asistenti: Tommy Albelin, Martin Höhener, Christian Wohlwend

| Brankáři | Leonardo Genoni   | SC Bern            |
|          | Jonas Hiller      | EHC Biel           |
|          | Tobias Stephan    | EV Zug             |
| Obránci  | Eric Blum         | SC Bern            |
|          | Raphael Diaz      | EV Zug             |
|          | Félicien Du Bois  | HC Davos           |
|          | Philippe Furrer   | HC Lugano          |
|          | Patrick Geering   | ZSC Lions          |
|          | Romain Loeffel    | Ženeva-Servette HC |
|          | Dominik Schlumpf  | EV Zug             |
|          | Ramon Untersander | SC Bern            |
| Útočníci | Cody Almond       | Ženeva-Servette HC |
|          | Andres Ambühl     | HC Davos           |
|          | Simon Bodenmann   | SC Bern            |
|          | Enzo Corvi        | HC Davos           |
|          | Gaëtan Haas       | SC Bern            |
|          | Fabrice Herzog    | ZSC Lions          |
|          | Denis Hollenstein | EHC Kloten         |
|          | Simon Moser       | SC Bern            |
|          | Vincent Praplan   | EHC Kloten         |
|          | Thomas Rüfenacht  | SC Bern            |
|          | Reto Schäppi      | ZSC Lions          |
|          | Tristan Scherwey  | SC Bern            |
|          | Pius Suter        | ZSC Lions          |
|          | Gregory Hofmann   | HC Lugano          |

## Soupiska slovenského týmu
- Na eliteprospects zde
- Hlavní trenér: Craig Ramsay
- Asistenti: Vladimír Országh, Ján Lašák

| Brankáři | Branislav Konrád | HC Olomouc                     |
|          | Ján Laco         | HC Sparta Praha                |
|          | Patrik Rybár     | Mountfield HK                  |
| Obránci  | Marek Ďaloga     | HC Sparta Praha                |
|          | Juraj Mikuš      | HC Sparta Praha                |
|          | Tomáš Starosta   | HK Dukla Trenčín               |
|          | Ivan Baranka     | HC Vítkovice Ridera            |
|          | Peter Čerešňák   | HC Škoda Plzeň                 |
|          | Michal Čajkovský | Avtomobilist Jekatěrinburg     |
|          | Dominik Graňák   | Mountfield HK                  |
|          | Juraj Valach     | Piráti Chomutov                |
| Útočníci | Miloš Bubela     | HC ’05 iClinic Banská Bystrica |
|          | Patrik Lamper    | HC ’05 iClinic Banská Bystrica |
|          | Tomáš Surový –   | HC ’05 iClinic Banská Bystrica |
|          | Marek Hovorka    | HC Košice                      |
|          | Ladislav Nagy    | HC Košice                      |
|          | Peter Ölvecký    | HK Dukla Trenčín               |
|          | Michal Krištof   | HK Nitra                       |
|          | Matej Paulovič   | HK Nitra                       |
|          | Matúš Sukel      | MHk 32 Liptovský Mikuláš       |
|          | Martin Bakoš     | Bílí Tygři Liberec             |
|          | Marcel Haščák    | HC Kometa Brno                 |
|          | Lukáš Cingeľ     | Mountfield HK                  |
|          | Andrej Kudrna    | HC Sparta Praha                |
|          | Tomáš Marcinko   | HC Oceláři Třinec              |

## Soupiska jihokorejského týmu
- Na eliteprospects zde
- Hlavní trenér: Jim Paek
- Asistenti:

| Brankáři | Matthew Dalton    | Anyang Halla           |
|          | Pak Kje-hun       | Daemyung Sangmu        |
|          | Pak Song-če       | High1                  |
| Obránci  | Alex Plante       | Anyang Halla           |
|          | Eric Regan        | Anyang Halla           |
|          | Kim Won-čon       | Anyang Halla           |
|          | I Ton-ko          | Anyang Halla           |
|          | O Hjon-ho         | Daemyung Killer Whales |
|          | So Jong-čon       | Daemyung Killer Whales |
|          | Bryan Young       | Daemyung Killer Whales |
|          | Čo Hong-kon       | Daemyung Sangmu        |
| Útočníci | Kim Ki-song       | Anyang Halla           |
|          | Kim Sang-uk       | Anyang Halla           |
|          | Kim Won-čong      | Anyang Halla           |
|          | Pak U-sang        | Anyang Halla           |
|          | Šin Sang-u        | Anyang Halla           |
|          | Čo Min-ho         | Anyang Halla           |
|          | Brock Radunske    | Anyang Halla           |
|          | Šin Sang-hun      | Daemyung Sangmu        |
|          | Pak Čin-kjo       | Daemyung Sangmu        |
|          | An Čin-hi         | Daemyung Sangmu        |
|          | Čon Čong-u        | Daemyung Sangmu        |
|          | Michael Swift     | High1                  |
|          | Michael Testwuide | High1                  |
|          | I Jong-čon        | Daemyung Killer Whales |